# 国民運動体 日本の夜明け
国民運動体 日本の夜明け（こくみんうんどうたい にっぽんのよあけ）は、日本の政党・みんなの党の党友・サポーター組織。

## 概要
当初は衆議院議員の渡辺喜美・江田憲司らを中心メンバーとして2009年2月に設立された政治団体であった。2009年1月、自由民主党を離党した渡辺と無所属の江田に加え、PHP総合研究所社長の江口克彦や評論家の屋山太郎らが参集し、同団体の発足が発表された。同年2月、渡辺、江田、江口、屋山らに加え、参加を表明した首長らが集まり、発足式が開かれた。発足当初は団体名は未定となっており「国民運動体」（こくみんうんどうたい）の仮称を使用していた。公募による選定を経て、同年5月11日に「国民運動体 日本の夜明け」と命名された。設立時には公職選挙法、政治資金規正法、政党助成法などに規定される政党としての要件を満たしておらず、政治団体として発足した。
8月8日、渡辺喜美を党首とする新党「みんなの党」が結成される。みんなの党の結成後は、日本の夜明けは同党のサポーター組織として2010年頃まで活動を継続していたが、現在は活動を停止し公式サイトも削除されている。

## 政策
2009年1月に行われた会見では、麻生内閣による「職員の退職管理に関する政令」改正や定額給付金導入などを批判する文書を公表した。また、同年2月の発足式では、国家公務員幹部の天下り禁止が提唱された。そのほかにも、国会議員の定数および歳費の削減、政治家個人への企業・団体献金の禁止、道州制導入、といった案が提示された。

## 参加者

### パートナー
- 江田憲司（衆議院議員）
- 渡辺喜美（衆議院議員）

### ナビゲーター
- 江口克彦（PHP総合研究所代表取締役社長）
- 大豆生田実（足利市長）
- 木下敏之（元佐賀市長）
- 三枝成彰（東京音楽大学音楽学部教授）
- 堺屋太一（第55-57代経済企画庁長官）
- 清水勇人（さいたま市長）
- 根本良一（元矢祭町長）
- 野村修也（中央大学大学院法務研究科教授）
- 福岡政行（白鷗大学法学部教授）
- 藤原美喜子（アルファー・アソシエイツ社長）
- 水野和夫（三菱UFJ証券チーフエコノミスト）
- 水野清（元衆議院議員、第47代建設大臣・第8代総務庁長官）
- 山中光茂（松阪市長）
- 屋山太郎（政治評論家）
- 吉崎達彦（双日総合研究所調査グループ主任エコノミスト）

### その他
- 高橋洋一[6]
- 八代英輝[6]